# فيضان أوروبا الوسطى 1997
أثر فيضان أوروبا الوسطى عام 1997 أو فيضان أودر لحوض نهري أودر ومورافا في يوليو عام 1997 بكل من بولندا وألمانيا وجمهورية التشيك، مما أدى إلى مقتل حوالي 74 شخصًا  (في جمهورية التشيك وبولندا) وتسبب تقدر الأضرار بمبلغ 4.5 دولار مليار (3.8 مليار يورو في جمهورية التشيك وبولندا و 330 مليون يورو في ألمانيا). بدأت الفيضانات في جمهورية التشيك، ثم امتدت إلى بولندا وألمانيا. في بولندا، حيث كانت واحدة من أكثر الفيضانات كارثية في تاريخ ذلك البلد،  أطلق عليها اسم فيضان الألفية ( Powódź tysiąclecia ). تم استخدام المصطلح أيضًا في ألمانيا ( Jahrtausendflut ). يشار إلى الفيضان أيضًا باسم الطوفان العظيم لعام 1997.

## الأسباب
شهد جنوب غرب بولندا وشمال جمهورية التشيك فترتين من الأمطار الغزيرة، حدثت الأولى في الفترة من 3 إلى 10 يوليو والثانية في 17-22 يوليو. كان سبب هطول الأمطار نظام الضغط المنخفض في جنوة، والذي انتقل من شمال إيطاليا إلى مورافيا وبولندا. حدث التطور غير العادي عندما تم حظر مجال ضغط جوي أعلى بين جزر الأزور والدول الاسكندنافية. ظل مركز الضغط المنخفض فوق جنوب بولندا لفترة طويلة من الزمن.
كان هطول الأمطار مرتفعًا جدًا، حيث بلغ 300–600 مليمتر (12–24 بوصة)، ويتوافق مع متوسط هطول الأمطار لعدة أشهر على مدى بضعة أيام. ارتفع منسوب المياه 2-3 متر أعلى من المتوسطات المسجلة سابقًا وكانت عالية جدًا لدرجة أنها تسببت في تدفق المياه فوق أعمدة القياس الحالية. و قد سجلت كأحد أعنف هطول للامطار في تاريخ العالم. وقد أطلق عليه اسم فيضان الألفية لأن احتمال حدوث مثل هذا الفيضان قدر بنحو 0.1٪ في اى عام.

## فيضانات

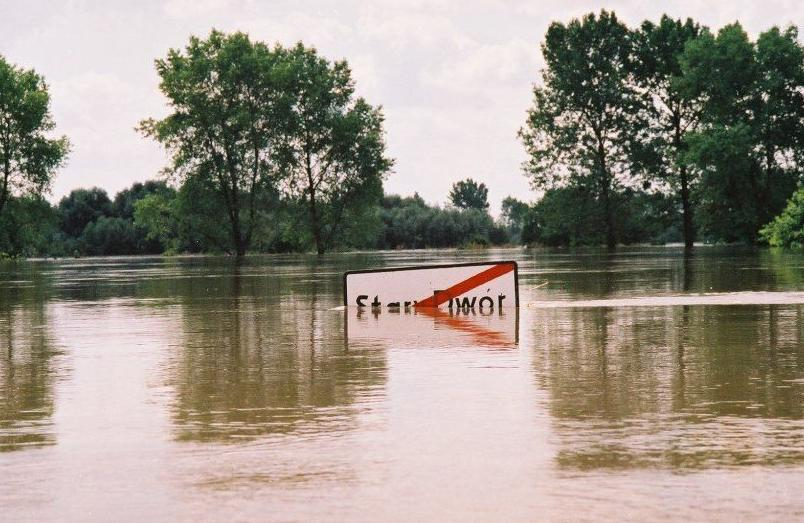
لافتة خروج من قرية Stary Dwór، مقاطعة Wołów، بولندا

بدأت الفيضانات في 5 يوليو في جمهورية التشيك و في 6 يوليو امتدت إلى بولندا. وكانت تلك الفيضانات المبكرة سريعة عبارة عن سيول سريعة للغاية (ارتفع منسوب المياه بنسبة تصل إلى أربعة أمتار في نصف يوم). في بولندا، كانت المستوطنات الأولى التي غمرتها الفيضانات تقع حول Prudnik و Głuchołazy،  وزارها رئيس الوزراء البولندي Włodzimierz Cimoszewicz في 7 يوليو. في 18 يوليو، أعلن الرئيس البولندي ألكسندر كوازنيفسكي يوم حداد وطني.

## مستويات المياه

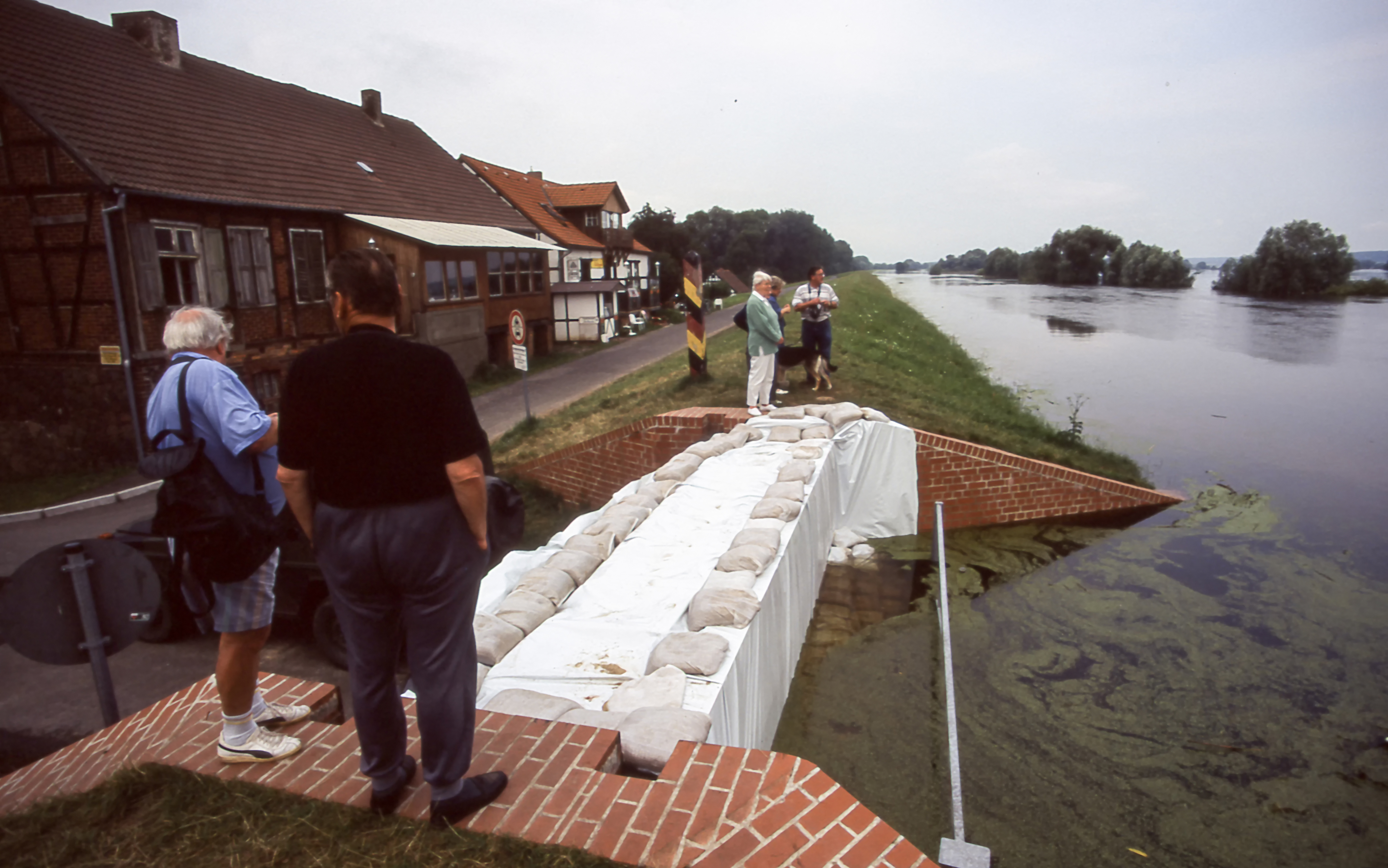
Zollbrücke، ألمانيا

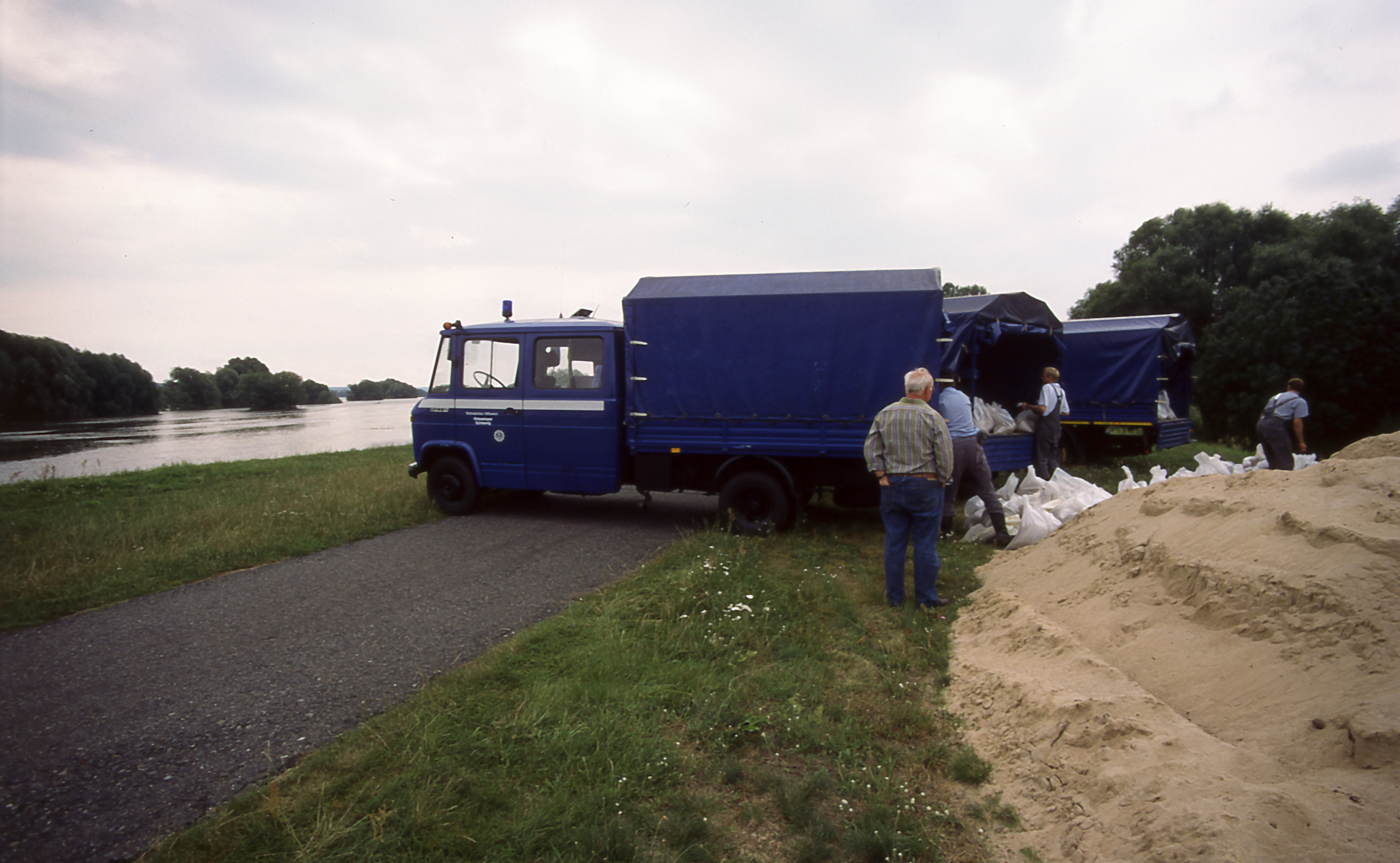
Hohensaaten، ألمانيا

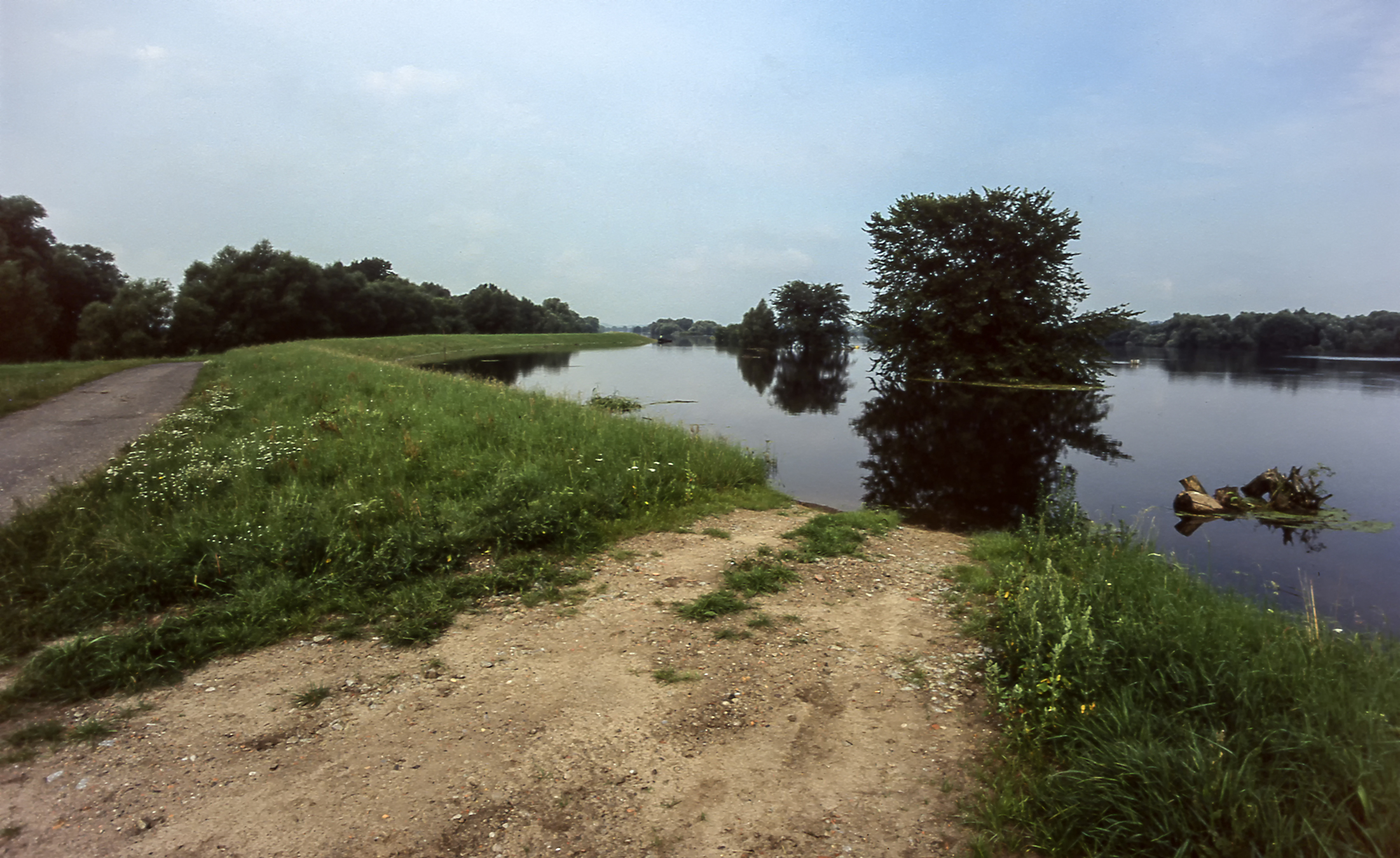
Hohenwutzen، ألمانيا

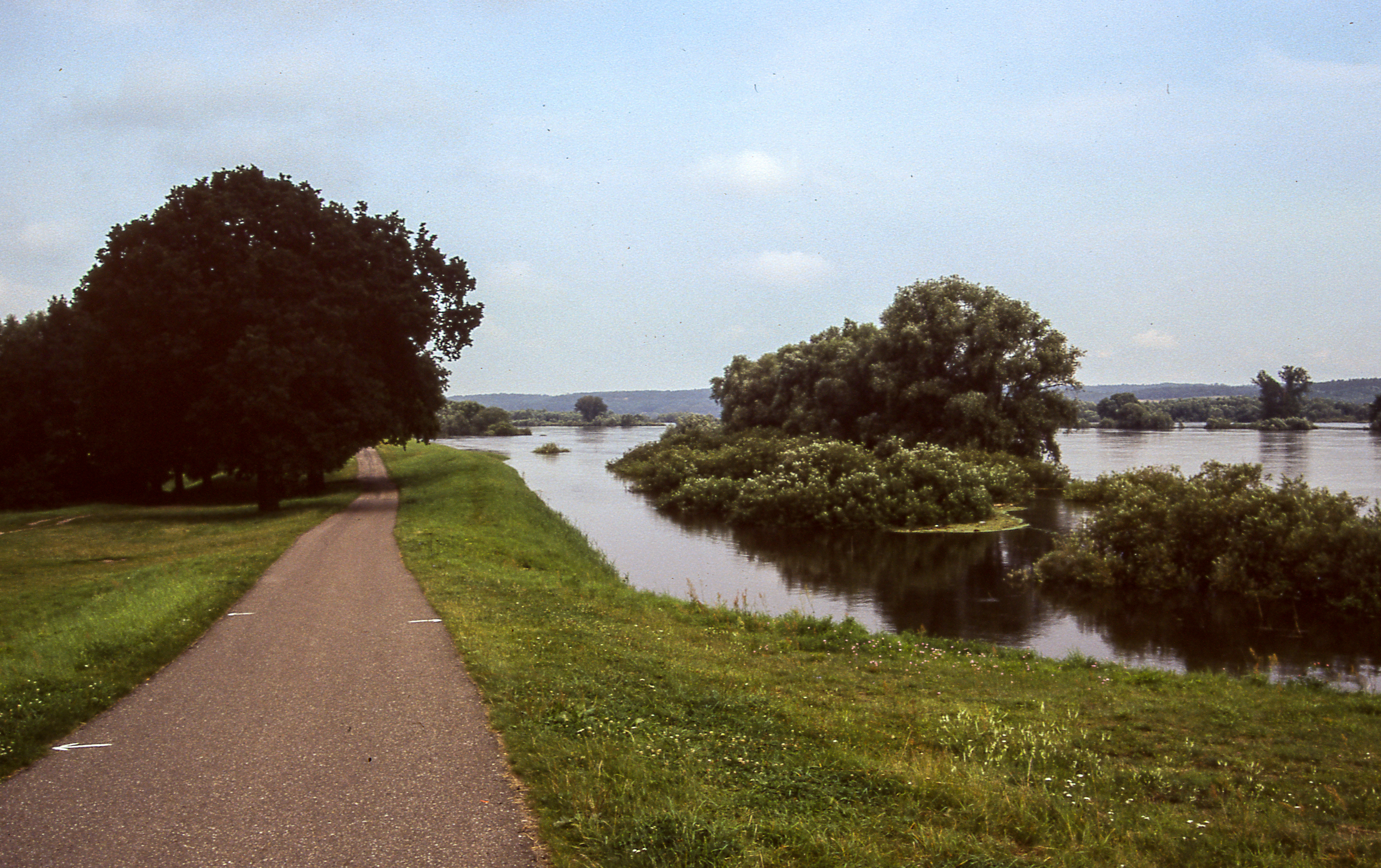
سيكيركي، بولندا

مستويات المياه المسجلة على نهر أودر في فترة الفيضان:

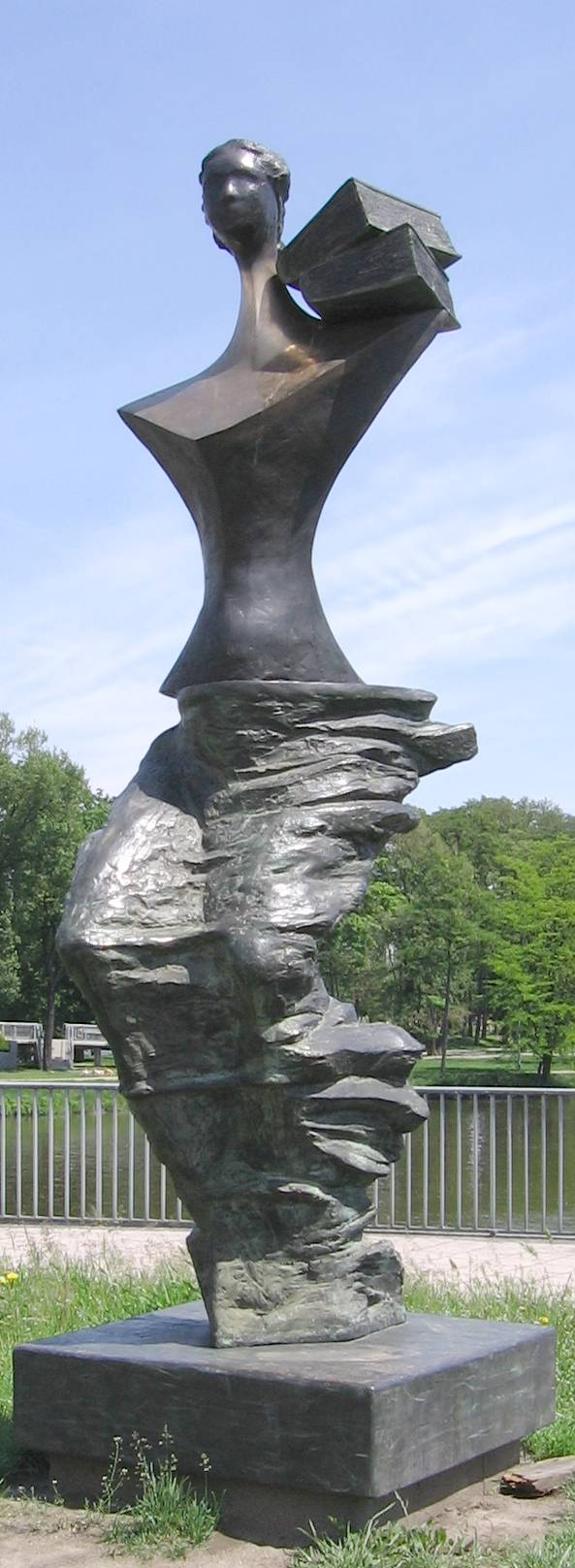
نصب تذكاري بالقرب من جسر الجامعة في فروتسواف يكرم الأشخاص الذين عملوا على إنقاذ المدينة خلال فيضان 1997. وهي تصور امرأة رمزية في مكتبة الجامعة تحمل جميع الكتب من الطوابق السفلية إلى العليا.

| موقعك                                          | أودر كم  | أقصى ارتفاع مستوى للمياه [سم] | تاريخ                         |
| ---------------------------------------------- | -------- | ----------------------------- | ----------------------------- |
| بولندا Racibórz Miedonia                       | 55.5     | 1045                          | 9 يوليو 1997                  |
| بولندا Ujście Nysy                             | 180.5    | 768                           | 10 يوليو 1997                 |
| بولندا Rędzin                                  | 261.1    | 1030                          | 13 يوليو 1997                 |
| بولندا Brzeg Dolny                             | 284.7    | 970                           | 13 يوليو 1997 - 14 July 1997  |
| بولندا Malczyce                                | 304.8    | 792                           | 14 يوليو 1997 - 15 July 1997  |
| بولندا Ścinawa                                 | 331.9    | 732                           | 15 يوليو 1997                 |
| بولندا Głogów                                  | 392.9    | 712                           | 16 يوليو 1997                 |
| بولندا Nowa Sól                                | 429.8    | 681                           | 16 يوليو 1997                 |
| بولندا Cigacice                                | 471.3    | 682                           | 19 يوليو 1997                 |
| بولندا Połęcko                                 | 530.3    | 595                           | 24 يوليو 1997                 |
| ألمانيا راتزدورف                               | 542.5    | 691                           | 24 يوليو 1997                 |
| ألمانيا أيزنهوتنشتات                           | 554.1    | 717                           | 24 يوليو 1997                 |
| ألمانيا فرانكفورت / أودر                       | 584.0    | 657-656                       | 27 يوليو 1997                 |
| بولندا سوبيتسه                                 | 584.1    | 637                           | 27 يوليو 1997                 |
| ألمانيا Kietz                                  | 614.8    | 653                           | 27 يوليو 1997 - 28 July 1997  |
| ألمانيا Kienitz                                | 633.0    | 628                           | 24 يوليو 1997                 |
| بولندا Gozdowice                               | 645.3    | 659                           | 31 يوليو 1997 - 1 July 1997   |
| ألمانيا Hohensaaten-Finow                      | 664.9    | 729                           | 31 يوليو 1997                 |
| Hohensaaten ألمانيا Ostschleuse OP (Oderseite) | 667.2    | 805                           | 31 يوليو 1997                 |
| بولندا بيلينك                                  | 673.5    | 712                           | 31 يوليو 1997 - 1 August 1997 |
| ألمانيا Stützkow                               | 680.5    | 1009                          | 29 يوليو 1997                 |
| ألمانيا Schwedt Oderbrücke                     | 690.6    | 886                           | 2 أغسطس 1997                  |
| ألمانيا شويدت Schleuse OP (Oderseite)          | 697.0    | 840                           | 1 أغسطس 1997 - 2 August 1997  |
| بولندا Widuchowa                               | 701.8    | 760                           | 2 أغسطس 1997 - 3 August 1997  |
| ألمانيا غارتز (أودر)                           | 8.0      | 698                           | 1 أغسطس 1997 - 2 August 1997  |
| ألمانيا Mescherin                              | 14.1     | 672                           | 3 أغسطس 1997                  |
| بولندا Gryfino                                 | 718.5    | 649                           | 3 أغسطس 1997                  |
| ألمانيا Ückermünde                             | أوديرهاف | 536                           | 6 أغسطس 1997                  |

## الوفيات والأضرار
تسبب الفيضان في وفاة 114 شخصًا (56 في بولندا،  58 في جمهورية التشيك  ) وأضرارًا مادية تقدر بنحو 4.5 دولار. مليار  (3.8 مليار يورو في جمهورية التشيك وبولندا و 330 مليون يورو في ألمانيا).
في بولندا، تشير التقديرات إلى أن 7000 شخص فقدوا جميع ممتلكاتهم. تأثرت 9000 من الشركات خاصة, وتضرر و دمر 680.000 منزل. كما اتلف الفيضان 843 مدرسة (100 دمرت)، 4000 جسر (45 دمرت)، 14400 كم من الطرق، 2000 كيلومتر من السكك الحديدية. في المجموع، تأثرت 665،835 هكتارًا في بولندا (ما يقدر بنحو 2 ٪ من إجمالي الأراضي البولندية). وقدرت الخسائر بنحو 63 مليار زلوتي بولندي (أو 2.3-3.5 دولار أمريكي مليار في مستويات 1997 ). تعرضت بلدة كودزكو لأضرار تعادل 50 عامًا من ميزانيتها السنوية.
في جمهورية التشيك، كان هناك 50 حالة وفاة  (مصدر آخر يعطي 60  ). تم تدمير 2151 شقة و 48 جسرا. تأثرت 538 قرية وبلدة. وقدرت الخسائر بنحو 63 مليار كرونة تشيكية. كانت بلدة تروبكي الأكثر تضررا.
في ألمانيا لم تكن هناك وفيات.

## ردود الافعال
تم انتقاد ردود الحكومات في جمهورية التشيك وبولندا. كشف الفيضان عن أوجه قصور مختلفة في صنع القرار والبنية التحتية، على الرغم من أن الحجم غير المسبوق للكارثة كان ينظر إليه من قبل البعض على أنه عامل مخفف.
قدمت العديد من الجمعيات الخيرية المساعدة للمتضررين من الفيضانات.